# Скриванівка
Скрива́нівка — село Бородінської селищної громади, у Болградському районі Одеської області України. Населення становить 81 осіб.

## Історія
12 червня 2020 року, відповідно до Розпорядження Кабінету Міністрів України від № 724-р «Про визначення адміністративних центрів та затвердження територій територіальних громад Одеської області», увійшло до складу Бородінської селищної територіальної громади.
19 липня 2020 року, в результаті адміністративно-територіальної реформи і ліквідації Тарутинського району, село увійшло до складу новоутвореного Болградського району.

## Населення
Згідно з переписом УРСР 1989 року чисельність наявного населення села становила 56 осіб, з яких 26 чоловіків та 30 жінок.
За переписом населення України 2001 року в селі мешкала 81 особа.

### Мова
Розподіл населення за рідною мовою за даними перепису 2001 року:
| Мова       | Відсоток |
| ---------- | -------- |
| українська | 83,95 %  |
| російська  | 13,58 %  |
| молдовська | 2,47 %   |